# Годияк, Александр Дмитриевич
Александр Дмитриевич Годияк (12 сентября 1928, Крымское, Славяносербский район, Луганский округ, Украинская ССР, СССР — 28 октября 2001, Северодонецк, Луганская область) — бригадир слесарей-монтажников Северодонецкого специализированного управления треста «Промхиммонтаж» Министерства монтажных и специальных строительных работ Украинской ССР, Ворошиловградская область, Герой Социалистического Труда (08.08.1964). Член КПСС с 1961 г.

## Биография
Родился в 1928 г. в п. Крымский (в сорока километрах от Северодонецка).
Окончил школу ФЗО.
С февраля 1947 года работал слесарем-монтажником Северодонецкого специализированного управления треста «Промхиммонтаж». Уже через год возглавил молодёжную бригаду верхолазов-монтажников.
Участвовал в строительстве Лисичанского химического комбината.
Начиная с середины 1950-х гг., его бригаду всегда направляли на наиболее трудные, ответственные участки строительства, и она всегда перевыполняла план благодаря рабочей смекалке, высокому мастерству, творческому подходу к труду. Каждый член коллектива освоил какую-нибудь смежную профессию — резчика, прихватчика или стропильщика.
Делегат XXVI съезда КПСС, XXIII и XXIV съездов Компартии Украины, XVII съезда профсоюзов СССР.

## Награды и звания
Герой Социалистического Труда (08.08.1964).
Лауреат Государственной премии СССР (1980).
Награждён орденом Трудового Красного Знамени.